# 伊戈尔·列迪亚霍夫
伊戈尔·阿纳托利耶维奇·列迪亚霍夫（俄语：Игорь Анатольевич Ледяхов，Igor Anatolyevich Lediakhov；1968年5月22日—）是一位退休的俄罗斯足球运动员，主踢中场，当前是格羅茲尼艾卡馬特足球會的助理经理。